# 岩手県道140号新月停車場線
岩手県道140号新月停車場線（いわてけんどう140ごう にいつきていしゃじょうせん）は、岩手県一関市を通る一般県道である。

## 概要
JR大船渡線 新月駅から国道284号を結ぶ短距離路線である。

### 路線データ
- 実延長：191.0 m
- 起点：新月停車場（新月駅）
- 終点：一関市室根町折壁（国道284号交点）

## 地理

### 通過する自治体
- 一関市

### 交差する道路
- 国道284号

### 沿線の施設など
- JR大船渡線 新月駅